# 库万 (奥恩省)
库万（法語：Couvains，法語發音：[kuvɛ̃] ⓘ）是法国奥恩省的一个旧市镇，位于该省东北部，属于阿让唐区。2016年1月1日，库万和相邻的另外9个市镇合并为新市镇乌什堡。

## 地理
库万（48°51'36"N, 0°33'33"E）面积17.93 平方千米，位于法国诺曼底大区奧恩省，该省份为法国西北部内陆省份，北起顺时针与卡爾瓦多斯省、厄尔省、厄尔-卢瓦省、萨尔特省、马耶讷省和芒什省接壤。
与库万接壤的市镇（或旧市镇、城区）包括：梅尼勒鲁塞、尚博尔、拉艾圣西尔韦斯特、阿梅勒圣母村、昂桑、戈维尔、格洛拉费里耶尔。
库万的时区为UTC+01:00、UTC+02:00（夏令时）。

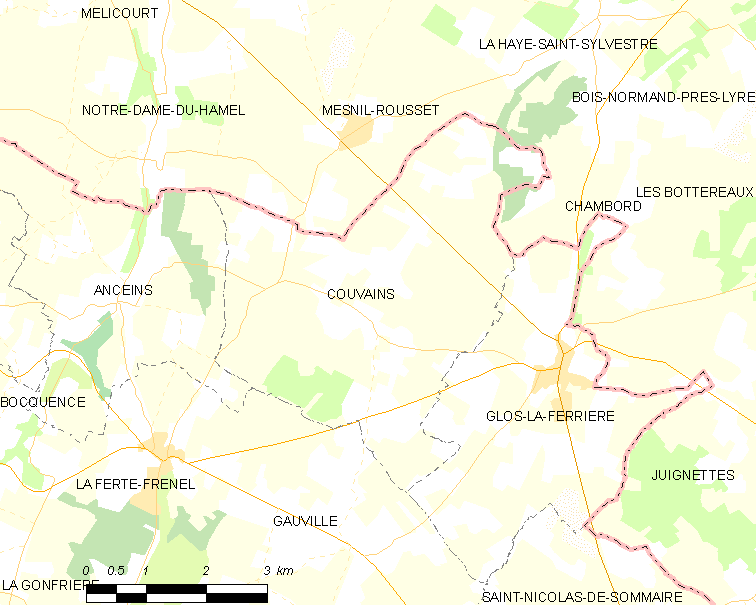
库万的OSM定位图

## 行政
库万的邮政编码为61550，INSEE市镇编码为61136。

## 政治
库万所属的省级选区为赖村县。

## 人口

1962-2008年间库万人口变化图示

库万于2018年1月1日时的人口数量为203人。